# Rillettes
Rillettes [rijet] je masová pomazánka, která patří ke specialitám francouzské gastronomie.
Připravuje se obvykle z vepřového bůčku, ale dá se použít i jiné tučné maso (kachna, husa, králík, losos). Maso se nakrájí na kostky o hraně dlouhé 2–3 cm, které se osolí, opepří a na pekáči podlijí bílým vínem. Mohou se přidat také aromatické ingredience jako česnek, rozmarýn lékařský, tymián obecný nebo bobkový list. Maso se pomalu peče v troubě (až osm hodin), dokud se nerozpadne a nevytvoří kompaktní hmotu, která se nechá vychladnout a podává se nejčastěji s bílým pečivem (některé recepty doporučují pro jemnější texturu rozmělnit maso vidličkou, tyčovým mixérem nebo v mlýnku na maso).
Recept pochází z oblasti Touraine ve střední Francii, místní rillettes mají chráněné zeměpisné označení původu. První zmínka o nich pochází z roku 1480, název vznikl jako zdrobnělina výrazu rille označujícího podlouhlý špalíček sádla (z latinského regula – tyčka, pravítko). O této pochoutce se ve svém díle zmiňuje již François Rabelais.
Specifickými krajovými variantami jsou grillons v Akvitánii, cretons v Québecu nebo rillettes z uzeného bůčku ve Franche-Comté. Podobným pokrmem jsou rillons, připravované z větších kusů masa, které se pečou kratší dobu, takže zůstanou oddělené podobně jako škvarky.